# Русский Камешкир
Ру́сский Камешки́р — село в России, административный центр Камешкирского района Пензенской области.

## География
Находится в 35 км к югу от железнодорожной станции Чаадаевка Куйбышевской железной дороги на линии Пенза — Самара, в 120 км к юго-востоку от Пензы, на реке Камешкирка (приток Суры).

### Климат
Климат умеренно континентальный.
Зима умеренно холодная. Зимние и температуры составляют в январе от −12,8 до −13,9.
Весна непродолжительная, с резкими колебаниями температуры, связанными с вторжением холодных масс арктического воздуха.
Лето теплое (средняя температура июля от +19 до +19.7 градусов). В отдельные жаркие дни максимальная температура поднимается до 38 градусов.
Для осени характерны ранние заморозки. В среднем первый заморозок наблюдается 23 сентября. Безморозный период длится в районе в среднем 130 дней.
Годовая сумма осадков в Камешкирском районе составляет 415 миллиметров. Камешкирский район входит частично в район умеренного увлажнения и в район недостаточного увлажнения.
Снежный покров устанавливается в третьей декаде ноября, а сходит, в среднем, в первой декаде апреля. Среднее число дней в году со снежным покровом — 140.

## История

### Российская империя
Село основано около 1700 года на землях Троице-Сергиевского монастыря и первоначально называлось Сергиевским по названию церкви с престолом во имя святого Сергия Радонежского. В нём проживала новокрещеная мордва и монастырские крестьяне, занимавшиеся земледелием, скотоводством, добычей камня-плитняка, выделыванием мельничных жерновов, горшечным и др. промыслами.
В. Юрьев отмечал:

монастырь получал с каждой души известный оброк от 70 к. до 1 рубля в год, собирал «венечные деньги» по 25 к. со свадьбы и «за выводок девок» в замужество на сторону по 3 руб. за каждую девку (…). Лавра предоставляла в пользование крестьян всю землю, лес и другие угодья, не собирая с них особого оброка". Однако крестьяне несли за это натуральные и денежные повинности: "кроме определенного от властей жалования по 10 коп. с каждого дыма, «въезжих и банных» по 4 коп. с дыма, «праздничного» — по 1 1/2 коп. с выти (выть равнялась 15 десятинам, разделённым на три поля), управители получали ещё за хлеб и за всякие припасы

В 1859 году в селе имелось 770 дворов, церковь, сельское училище, почтовая станция, две ежегодные ярмарки, базар, 5 небольших промышленных заведений, 3 мельницы.
В 1877 году в селе имелись церковь, школа (открыта в 1843 году), почтовая станция, 2 лавки, 7 постоялых дворов, 3 кожевни, 3 кирпичных завода, водочный завод, мельница.

### СССР
До 1928 года Русский Камешкир был волостным центром Кузнецкого уезда Саратовской губернии, затем центром Камешкирского района.
В 1926 году в селе проходили базары по пятницам и 2 ярмарки в год: на 9-ю неделю после Пасхи и 8 октября — Сергиевская (торговля скотом и промтоварами).
В конце 1930-х гг. имелись электростанция, телефон, 150 радиоточек, небольшое кожевенное предприятие.
С 1930-х годов в состав села вошли соседние населённые пункты Искра Ильича, Красный Молот, 11-е Октября.
В 1975 году в черту села вошло с. Лутковка, расположенное на левом берегу р. Камешкир.
В 1969 году построен аэродром.

### Российская Федерация
После развала СССР в 1991 году, поселок переживал безработицу. Многие предприятия в районе и в селе закрылись, в том числе и один из самых продуктивных колхозов области «Рассвет», после него возникла фирма «Рассвет». Численность населения стала сокращаться.

## Современность
В 2017 году в поселке имеется механизированный лесхоз, «Камешкирско — Лопатинское лесничество», комбикормовый завод, маслодельный завод, сельскохозяйственное предприятие «Рассвет» на базе одноимённого колхоза (свиноводство, зерновое и мясо-молочное производство), кирпичный завод, обувная фабрика, хлебзавод, коптильный завод, районная больница, средняя и 2 начальные школы, дом культуры, кинотеатр, развлекательный центр Комсомолец, библиотека, другие учреждения соцкультбыта.

## Транспорт
В поселке общественного транспорта нет.
С автостанции Русский Камешкир отрегулировано автобусное сообщение с близлежащими населенными пунктами. Каждые вторник и пятницу осуществляется несколько рейсов с населенными пунктами района (Чумаёво, Порзово, Бегуч, Мордовский Камешкир, Лапшово, Мамадыш, Дубровки).
- № 1 «Русский Камешкир — Порзово»
- № 2 «Русский Камешкир — Чумаёво»
- № 3 «Русский Камешкир — Мамадыш»
- № 4 «Русский Камешкир — Дубровки/Школа»
- № 5 «Русский Камешкир — Мордовский Камешкир»
- № 6 «Русский Камешкир — Бегуч»
- № 7 «Русский Камешкир — Лапшово»

### Междугородний транспорт
Междугороднее автобусное сообщение осуществляется по следующим рейсам:
- № 523 «Русский Камешкир — Пенза — Русский Камешкир».
- № 545 «Пенза — Илим-Гора — Пенза».
- № 549 «Пенза — Русский Камешкир (ч/з Кузнецк)».
- № 568 «Кузнецк — Старый Чирчим».
- № 570 «Пенза — Кузнецк (ч/з Неверкино)».
- № 578 «Кузнецк — Кулясово».
- № 585 «Пенза — Лопатино — Пенза».
- № 475 «Саратов — Кузнецк — Саратов».

### Железнодорожный транспорт
Железнодорожного вокзала в Камешкире нет. В 35 километрах от него железнодорожная станция Чаадаевка. Ежедневно следуют маршруты от Камешкира до Чаадаевки.

### Воздушный транспорт
В Русском Камешкире до 1992 года действовал аэродром. Оттуда можно было добраться до различных региональных центров и райцентров области. Ежедневно оттуда уходили рейсы на Пензу, Саратов, Кузнецк, Башмаково, Каменку и другие города. В 1990-е годы аэродром закрыли из-за нехватки средств.

## Население
| 1748  | 1859  | 1877  | 1897  | 1917  | 1926  | 1930  |
| ----- | ----- | ----- | ----- | ----- | ----- | ----- |
| 2000  | ↗4399 | ↗4676 | ↗4861 | ↗5786 | ↗5883 | ↗6052 |
| 1939  | 1959  | 1970  | 1979  | 1989  | 1998  | 2002  |
| ↘5306 | ↘4045 | ↘3911 | ↗5265 | ↗5555 | ↗5730 | ↘5376 |
| 2010  | 2012  | 2013  | 2014  | 2015  | 2016  | 2017  |
| ↘5369 | ↘5358 | ↘5315 | ↘5298 | ↘5262 | ↘5226 | ↘5209 |
| 2018  | 2021  |       |       |       |       |       |
| ↘5131 | ↘4989 |       |       |       |       |       |

## Микрорайоны села
- Микрорайон «Лутковка», возник из-за присоединенного села.
- Микрорайон «Гагарина», возник т.к в 1960—1965 годы там возводились хрущёвки, особенно в 1961 в год полета Ю. А. Гагарина. Так же в этом районе и главный парк, который носит название «имени Ю. А. Гагарина»
- Микрорайон «Прощальный»
- Микрорайон «Шакаловка»

Главными улицами в селе так же считаются:
- улица Кирова
- улица Радищева
- улица Гагарина

Вокруг села проходит трасса Нижняя Елюзань — Русский Камешкир — Лопатино — Граница области (58К-66).
ККАД (Камешкирская Кольцевая Автомобильная Дорога). По восточной окраине идёт направление на Кузнецк, через трассу Русский Камешкир — Кузнецк (58Н-143), по ней так же добираются и до других сёл района. По южной окраине, в конце улицы Радищева, направляется трасса Русский Камешкир — Лапшово (58Н-118), по ней можно добраться и до других крупных населенных пунктов района — Дубровки, Кулясово. На юго-восточной части ККАДа идет съезд на трассу Русский Камешкир — Базарный Карабулак (63К-00085).

## Экономика

### Финансовая сфера
В поселке действуют филиалы крупнейших российских банков, таких как «Сбербанк России», «Россельхозбанк».

### Промышленность
- ОАО «Унты от Иваныча» — обувная фабрика, занимающиеся изготовлением зимней обуви.
- ООО «Камешкирский хлебный комбинат» — в 1990-е годы был закрыт, на 2024 год полностью расформирован и разрушен.
- ОАО «Камешкирские продукты» — мясоперерабатывающая компания, занимающиеся изготовлением колбас, сосисок, окороков, рулетов и т. п.
- ООО «Камешкирский маслосыродельный завод» — этот завод существует с 1929 года, старейшее предприятие Камешкира, занимается изготовлением сыров, йогуртов, масел, ряженки и т. п.,на 2024 год не работает.
- ОАО «Камешкирский комбикормовый завод» — в 1990-е годы был приватизирован частным лицом, занимает высшее место в сельскохозяйственной деятельности района.
- ОАО «Камешкирский лесхоз» — организация работает в отрасли лесной, деревообрабатывающей и бумажно-целлюлозной промышленности, производит деловую древесину, качественные пиломатериалы, круглые лесоматериалы для распиловки, деревянные дома.
- ПМК «Камешкирская» — компания, занимается строительными работами.
- ООО «Корноил» — производство растительных масел.
- ООО «Сурагро» — сельскохозяйственная компания Камешкира (ферма).
- ИП «Морозов ВС» — предприятие по производству кирпича, строительной плитки, блока, так же выполняет услуги по переработке древесины.
- ОАО «Камешкиравтодорсервис» — предприятие, занимается реконструкциями дорог в районе. Производит дорожно-строительные работы.
- ООО «Камешкир-Мешкотара» — предприятие, занимается производством пластмассовых изделий для упаковывания товаров.
- ООО «Камешкирский элеватор» — сельскохозяйственное предприятие
- ОАО «Камешкирское АТП» — автотранспортное предприятие
- ООО «Конрекс» — предприятие занимающиеся выращиванием КРС.

### Торговля

#### Торговые сети села
- Билайн (салон сотовой связи)
- Мегафон (салон сотовой связи)
- МТС (салон сотовой связи)
- Магнит (сеть продуктовых магазинов)
- Пятёрочка (сеть продуктовых магазинов)
- Штофф (сеть магазинов штор)
- Бристоль (сеть алкогольных магазинов)
- Красное & Белое (сеть алкогольных магазинов)
- LADA Деталь (сеть магазинов автозапчастей)
- Хозяюшка (хозтовары)
- Дубки (сеть мясных магазинов)
- Русь (местная сеть продуктовых магазинов)
- Колос (местная сеть продуктовых магазинов)
- Алина (местная сеть продуктовых магазинов)
- Эксперт (сеть магазинов бытовой техники)
- Фортуна (магазин парфюмерии и косметики)
- Рубль Бум (магазин парфюмерии и косметики)
- Домовой (сети магазинов хозтоваров и бытовой техники)
- Строитель (сеть магазинов стройматериалов)
- Металлопторг (сеть магазинов хозтоваров)
- Мир обоев (сеть магазинов обоев)

#### Крупные торговые комплексы поселка
- супермаркет «Пятёрочка»
- супермаркет «Магнит»
- комплекс «Крытый рынок»
- комплекс «Вещевой рынок»
- ТЦ «Метелица»
- ТЦ «Колос»
- «Продуктовый рынок»
- магазин хозтоваров «Металлопторг»
- ТЦ «Кристалл»

## Образование

### Средние учебные заведения
- Камешкирский сельскохозяйственный техникум
- Музыкальная школа

### Школы и детские сады
- Межпоселенческая Центральная Школа № 1 (1500 детей, работает в 2 смены)
- Начальная школа № 1 (4 класса)
- Начальная школа № 2 (4 класса)
- Детский сад «Солнышко» № 1
- Детский сад «Сказка» № 2

## Здравоохранение
Медицинские лечебные учреждения здравоохранения:
- Камешкирская Центральная Районная Больница на 150 коек (хирургическое, педиатрическое, реанимационное, приемное, терапевтическое, нейрохирургическое, кардиологическое, неврологическое, инфекционное отделения, поликлиника для взрослых, поликлиника для детей, амбулатория, морг, роддом, офтальмологическое отделение, женская консультация, детское, травматологическое отделения)
- Стоматологическая поликлиника
- Западный ФАП
- Северный ФАП
- Южный ФАП

## Культура

### Музеи
- Историко-Краеведческий музей
- музей семьи Беляниных

### Дома культуры
- Камешкирский центральный районный дом культуры

### Кинотеатры
- кинотеатр «Победа»

### Библиотеки
- Центральная районная библиотека
- Центральная районная детская библиотека

### Парки, скверы, аллеи
- Парк имени Ю. А. Гагарина, открыт в 1950 году. 1 мая 1961 года присвоено имя Юрия Алексеевича Гагарина — первого человека полетевшего в космос.
- Лутковский сквер, открыт в 2005 году. В 2008 году была произведена реконструкция, из-за вандализма в сквере.
- Парк в лесу «Ленин», гигантская надпись, составленная из деревьев работниками лесхоза, которая видна из космоса. Олицетворяет патриотический дух к вождю мирового пролетариата В. И. Ленину. Гигантская надпись «ЛЕНИН» из деревьев была выполнена в 1967 году, в год 50-й годовщины Октября.
- Мир русской деревни, некий сквер. В нём представлены все предметы быта и орудия Руси. Плуг, соха, русская изба, мельница, даже русское поле и многое другое есть в этом комплексе. Открыт в 2006 году.

## Религия
В селе имеется храм русской православной церкви. Троице-Сергиевская церковь. Большинство жителей являются православными. Храм построен в 1709 году.

## Средства массовой информации

### Газеты
На территории райна распространяется, камешкирская районная газета «Новь», газета «Любимая газета Камешкир». Редакция камешкирской районной газеты «Новь» находится по адресу: с. Русский Камешкир, ул. Радищева 11.

### Телевидение
На территории села действует цифровое телевидение, 1 мультиплекс и 2 мультиплекс запущены в 2016 году. Вещание ведется от телевизионной вышки «Благодатка». Так же на территории села можно поймать аналоговое телевидение, но только «Первый канал», «Россия 1 Пенза», «НТВ», «СТС».

### Связь и интернет
На территории села действует связь и интернет крупнейших российских операторов таких как:
- МТС
- Мегафон
- Билайн
- TELE 2

Доступ к Интернету осуществляют мобильные операторы, а к дому компания «Ростелеком», «Дом.ru»

## Спорт
В селе на настоящее время имеется футбольный клуб «Рубин».
Для спортивных мероприятий в Русском Камешкире существуют различные объекты:
- Стадион, оборудованный зрительскими трибунами, находится в парке имени Ю. А. Гагарина. Именно там происходят матчи. Обычно, традиция в селе производить открытие или закрытие сезона в какой-либо праздник, когда в парке собирается всё село.
- ФОК «Маяк», единственный крытый спортивный комплекс в Камешкире, построен в 2008 году.
- Футбольное поле в парке имени Ю. А. Гагарина (оборудовано зрительскими трибунами)
- Футбольное поле близ школы № 1
- Хоккейная коробка в парке имени Ю. А. Гагарина

## Достопримечательности
Ныне сохранившиеся достопримечательности:
- Троице-Сергиевская церковь
- Родник «Белый Ключ»
- Памятник павшим воинам
- Памятник В. И. Ленину
- Центральная площадь
- Трактир «Камешкирские узоры»
- Надпись из деревьев «ЛЕНИН»
- Музей Беляниных
- Историко-Краеведческий музей
- Центральный сквер
- Пасечник
- Указатель «Русский Камешкир»
- Мир сказок
- Фонтан
- Райно
- Старинный дом